# Fémzöld szitakötő
A fémzöld szitakötő (Somatochlora metallica) a sárkány-szitakötők családjába tartozó, Közép-, Észak- és Kelet-Európában elterjedt szitakötőfaj.

## Megjelenése

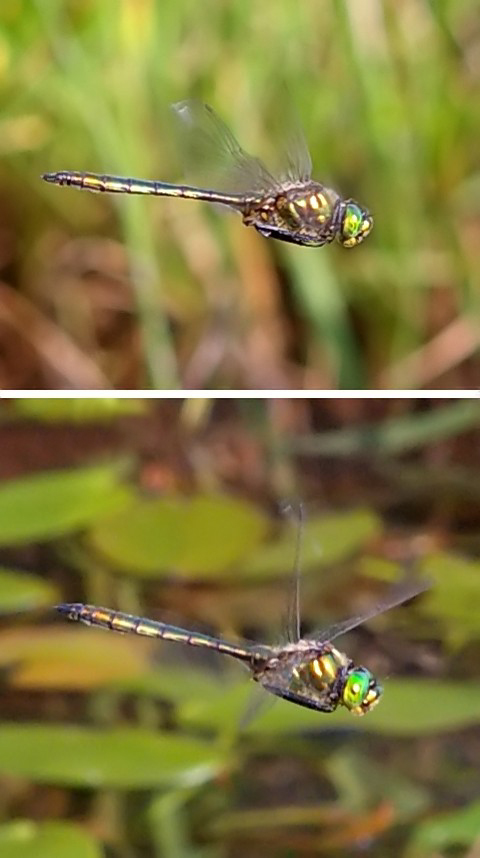
Repülő hím

A fémzöld szitakötő testhossza kb 53 mm. Mindkét nem tora és potroha aranyosan vagy bronzosan csillogó zöld színű. A kifejlett imágók szeme almazöld. A szárnyak töve környékén az erezet sárgás lehet (különösen a nőstényeknél). Fejük elején sárga mintázat figyelhető meg. Potrohfüggelékeik hosszúak. A hímek potroha a tövénél elvékonyodik, majd kiszélesedik; középtájt, az 5-6. szelvénynél a legvastagabb. A potroh 2-3 szelvényének oldalán és alján halványsárga mintázat látszik.
A nőstények potroha egyenletesen vastag és a harmadik szelvényen két kis sárga folt látható. A potroh végén a vulváris pikkely hosszú, hegyes, egyenesen lefelé mutató tüskévé fejlődik.
A lárva zömök, lábai hosszúak. Nagyon hasonlít az érces szitakötő lárvájához, de hátán hosszú, horgas tüskék sorakoznak.
A törzsalakon kívül egy alfaj ismert, a S. metallica meridionalis, amely Délkelet-Európában él; Magyarországon mindkét forma előfordul. Ennek szárnyjegye fekete (a törzsalaké barna) és torán kétoldalt egy sárga, körte alakú folt látható.
Összetéveszthető az érces szitakötővel (Cordulia aenea), de annak potroha bronzosan sötétzöld, fején nincs sárga minta, a hím potroha inkább a vége felé vastagszik meg és inkább kora nyáron repül, júliusig. Hasonlít még a sárgafoltos szitakötőre (Somatochlora flavomaculata) amelynek potrohán kétoldalt sárga foltok sorakoznak.  

## Elterjedése
Közép-, Észak- és Kelet-Európában honos. Délen a hegységekbe (Alpok, Pireneusok) húzódik. Keleten a Volgáig és Kis-Ázsiáig terjed élettere. Magyarországon országszerte előfordulhat.    

## Életmódja

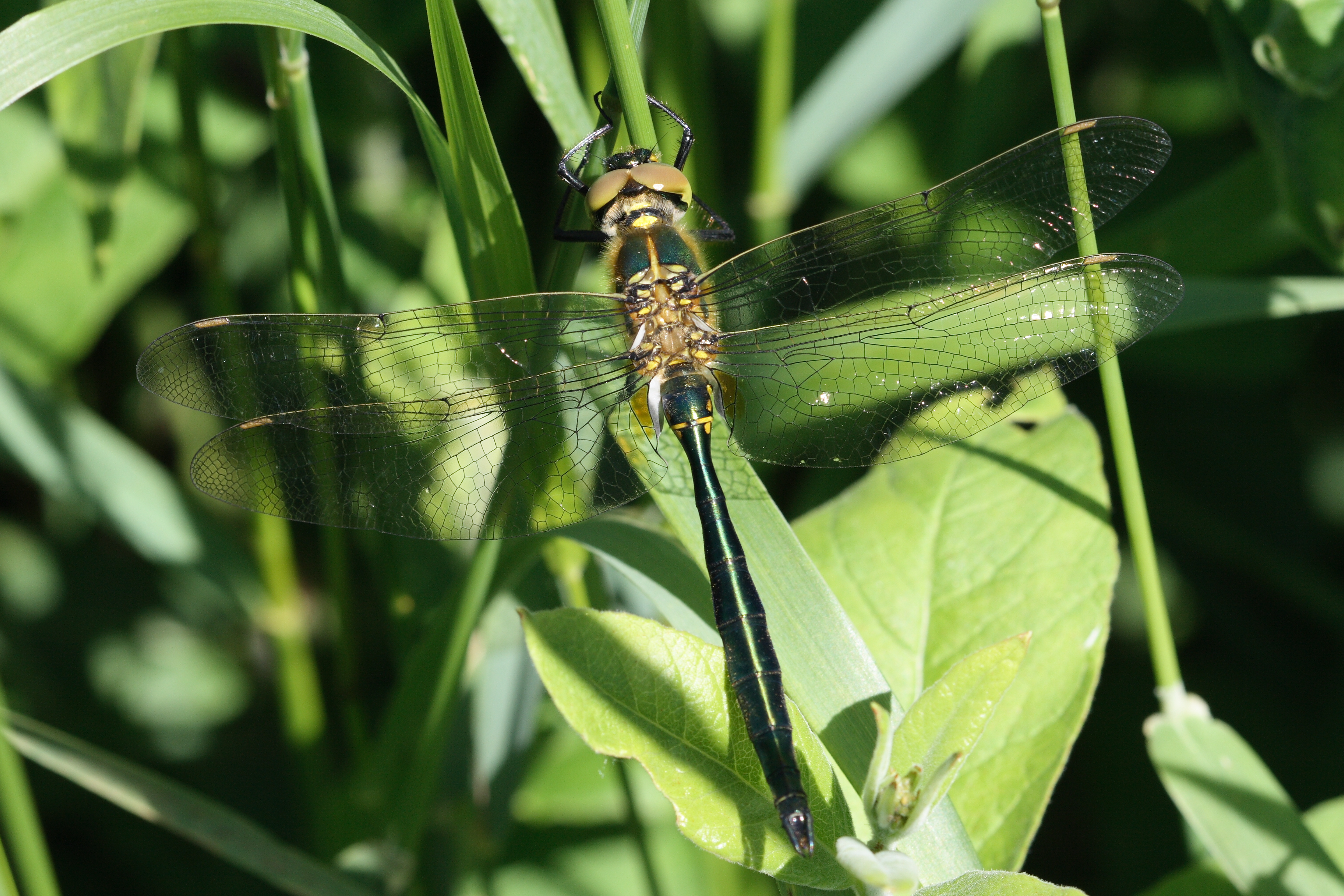
Éppen kikelt hím

A fémzöld szitakötő lárvája kisebb-nagyobb álló- vagy lassan mozgó vizekben, tavakban, holtágakban, csatornákban él. Lehetőleg olyan vizeket választanak, amelynek partján árnyékot vető fák találhatóak. A lárva két évig fejlődik és a nyár közepén-végén (június végétől augusztusig) alakul át imágóvá. A hím nem a víz fölött, hanem a lombkoronaszintben keresi a táplálékát, de rendszeresen őrjáratozik a víz partján és fölött, mert védi territóriumát. A nőstények inkább a fák-bokrok között, tisztásokon repülnek. Itt, a víztől távolabb történik a párzás is. A nőstény egyedül rakja le a petéit, ilyenkor a víz színe fölött lebegve ismételten belemártja potroha végét és a lebegő vízinövények, partközeli gyökerek, nádszálak, tőzegmoha védelmébe helyezi el petéit.
Magyarországon nem védett.